# Aya Jones
Aya Jones (7 de septiembre de 1994) es una modelo francesa. En 2017, fue una de las "top 50" modelos según models.com.

## Primeros años
Aya Jones es hija de un padre marfileño y una madre francesa. Creció en París donde su familia tiene un restaurante. Creciendo, practicó ballet, jazz y hip-hop.
Fue descubierta por un agente que se paró a hablar con ella en la calle y ella firmó un contrato con la agencia The Lions.

## Carrera
Su primer desfile fue para Prada de la que era exclusiva en primavera/verano 2015 Milan Fashion Week. La siguiente semana, desfiló en la Paris Fashion Week para los diseñadores Giambattista Valli, Miu Miu, Viktor & Rolf, Valentino y Nina Ricci Katie Grand, Edward Enninful y Bethann Hardison
 La revista i-D Reino Unido la posicionó cuarta en su top 10 de nuevos rostros de 2014 e Interview la convirtió en uno de los 15 rostros de 2015.
Fue fotografiada por Steven Meisel para Prada, anunciado la colección otoño 2015 junto a Natalie Westling, Willow Hand y Julia Nobis. Según Vanity Fair, era la persona 44° francesa más influyente en el mundo en 2015. Fue una de las modelos favoritas de New York Times ese año.
Figuró en la portada de agosto de 2015 de Teen Vogue, titulada "Conoce a los nuevos rostros de la moda". Ha aparecido en diversas portadas de revistas desde esta como Vogue España, que tituló su portada "Negro es bonito".
Jones estuvo ausente de la pasarela en 2017 por un accidente de moto de agua en Tailandia del que salió herida. Después de un año volvió a modelar con un anuncio de Mango.